# Оцінки у В'єтнамі
Система оцінювання у В'єтнамі базується на трьох основних шкалах: 10-бальній (є основною і найпоширенішою), літерній та 4-бальній . Для окремих предметів застосовується формувальне оцінювання ("оцінювання за коментарями") та комбінація 10-бальної шкали і формувального оцінювання .

## Формувальне оцінювання
Формувальне оцінювання (у в'єтнамських нормативно-правових актах називається "оцінювання за коментарями"), було введено Положенням про оцінювання та класифікацію учнів середньої та старшої школи, затвердженого Циркуляром Міністерства освіти та навчання В'єтнаму № 58/2011/TT-BGDDT від 12 грудня 2011 р.. Такий тип оцінювання застосовується для окремих предметів («Музика», «Образотворче мистецтво», «Фізична культура») і передбачає 2 літерні оцінки. Виданий у 2021 р. Міністерством освіти та навчання Циркуляр щодо оцінювання учнів середньої та старшої школи (№ 22/2021/TT-BGDDT від 20 липня 2021 р.)  розширив перелік предметів, для яких передбачене формувальне оцінювання новими предметами («Мистецтво», «Місцева освіта», «Дослідна діяльність», «Профорієнтація») і запланував поступову заміну літерних оцінок позначками рівня. 
| Літерна оцінка | Позначка рівня | Рівень навчальних досягнень  | Умови виставлення |  |
| -------------- | -------------- | ---------------------------- | --- |  |
| D              | 01             | задовільно / зараховано      | якщо виконано хоча б 1 з двох умов: - задоволені основні вимоги до знань і вмінь щодо змісту тесту; - учень докладає зусиль, активно навчайтеся та досягайте помітних успіхів у виконанні стандартних вимог до знань та вмінь щодо змісту тесту. |  |
| CD             | 02             | незадовільно / незараховавно | решта випадків |  |

З 2021 року для окремих предметів, зокрема «Громадянської освіти», передбачено комбіноване оцінювання за допомогою балів і коментування результатів навчання.

## 10-бальна шкала
10-бальна шкала є основною системою оцінювання у В'єтнамі і застосовується на усіх рівнях освіти: у початковій, середній, старшій та вищій школі. Нормативною підставою для цього є: 
- Положення про оцінювання та класифікацію учнів середньої та старшої школи, затвердженого Циркуляром Міністерства  освіти та навчання № 58/2011/TT-BGDDT від 12 грудня 2011 р.[2]. Положення 2011 р. замінило попереднє Положення про оцінювання та виставлення оцінок учнів середньої та старшої школи, затверджене Рішенням Міністерства  освіти та навчання № 40/2006/QD-BGDDT від 5 жовтня 2006 року[4];
- Положення про офіційне навчання в університетах і коледжах, затверджене Рішенням Міністерства освіти та навчання № 25/2006/QD-BGDDT від 26 червня 2006 р.[5].

##### 10-бальна шкала у загальноосвітній школі
Відповідно до Положення про оцінювання та класифікацію учнів учнів середньої та старшої школи, за 10-бальною шкалою досягнення учнів оцінюються від 0 до 10. У навчальному процесі допускається використання іншої шкали, але під час запису результатів навчання вимагається переведення оцінок у 10-бальну шкалу (ст. 6 Положення).
Наприкінці навчальних семестрів та навчального року розраховуються середні бали успішності учня з кожного навчального предмета і виводиться загальний середній бал за семестр або рік.  На основі проведених розрахунків визначається рівень академічної успішності кожного учня.
| Рівень академічної успішності | Абревіатура    | Середній бал | Опис у Положенні 2011 р. |
| ----------------------------- | -------------- | ------------ | --- |
| Високий                       | G              | 8,0 і вище   | Високий рівень, якщо виконано всі наступні критерії: а) середній бал з предметів 8,0 і вище, з них: - для учнів профільних старших класів бал з профільних предметів 8,0 і вище; - для неспеціалізованих учнів середньої та старшої школи потрібно мати 1 із 2 предметів математики та літератури на 8,0 або вище; б) немає предметів із середнім балом нижче 6,5; в) предмети, що оцінюються за коментарями (формувальне оцінювання), мають оцінку D (задовільно).    |
| Достатній / Задовільний       | K              | 6,5 і вище   | Достатній рівіень, якщо виконано всі наступні критерії: а) середній бал з предметів 6,5 і вище, з них: - для учнів профільних старших класів бал з профільних предметів 6,5 і вище; - для неспеціалізованих учнів середньої та старшої школи потрібно мати 1 із 2 предметів математики та літератури на 6,5 або вище; б) немає предметів із середнім балом нижче 5,0; в) предмети, що оцінюються за коментарями (формувальне оцінювання), мають оцінку D (задовільно). |
| Середній                      | Tb             | 5,0 і вище   | Середній рівень, якщо виконуються всі наступні критерії: а) середній бал з предметів 5,0 і вище, з них: - для учнів профільних старших класів бал з профільних предметів 5,0 і вище; - для неспеціалізованих учнів середньої та старшої школи потрібно мати 1 із 2 предметів математики та літератури 5,0 або вище; б) немає предметів із середнім балом нижче 3,5; в) предмети, що оцінюються за коментарями (формувальне оцінювання), мають оцінку D (задовільно).   |
| Слабкий                       | Y              | не менше 3,5 | Слабкий рівень: а) середній бал з усіх предметів становить 3,5 або вище; б) жоден предмет не має середній бал нижче 2,0. |
| Поганий                       | Kém ("погано") | менше 3,5    | Поганий (низький) рівень: решта випадків |

#### 10-бальна шкала у вищій школі
У коледжах та університетах В'єтнаму застосування 10-бальної шкали оцінювання регулюється Положенням про офіційне навчання в університетах і коледжах,  затверджене Рішенням Міністерства  освіти та навчання № 25/2006/QD-BGDDT від 26 червня 2006 р. (стаття 13). При цьому: 
- бали кафедрального та модульного оцінювання — виставляються за 10-бальною шкалою (від 0 до 10) з округленням до найближчого цілого числа,
- середній академічний бал кожного семестру, кожного навчального року, кожного предмету та середній бал усіх предметів курсу — обчислюється з точністю до двох знаків після коми за спеціальною формулою  [5]

Визначення середнього балу впливає на визначення рівня успішності студента: 
| Рівень успішності | Рівень успішності | Бали             |
| ----------------- | ----------------- | ---------------- |
| Прохідний         | Найвищий          | Від 9 до 10      |
| Прохідний         | Відмінний         | Від 8 до майже 9 |
| Прохідний         | Добрий            | Від 7 до майже 8 |
| Прохідний         | Високий середній  | Від 6 до майже 7 |
| Прохідний         | Середній          | Від 5 до майже 6 |
| Незадовільний     | Слабкий           | Від 4 до майже 5 |
| Незадовільний     | Поганий           | Нижче 4          |

Середній бал за навчальний рік впливає на можливість студента продовжувати навчання: 
|                                                                            | Умови |
| -------------------------------------------------------------------------- | --- |
| Право продовжити навчання (перейти на наступний курс)                      | Студент може продовжити навчання наступного навчального року, якщо: - має загальний середній бал 5,00 або вище за навчальний рік; - кількість предметів з балом нижче 5 від початку курсу не перевищує 25 одиниць;                                                                                   |
| Право на тимчасове припинення навчання із збереженням результатів навчання | Студент має право надіслати директору заяву про тимчасове відкликання та збереження результатів навчання, якщо: - провчився у закладі не менше одного семестру - має середній бал з усіх предметів не нижче 5,00 з початку курсу.                                                                    |
| Підстава для відрахування                                                  | Студент відраховується, якщо: - має загальний середній бал менше 3,50 за навчальний рік; - має загальний середній бал з усіх предметів, розрахований з початку курсу, нижче 4,00 після — двох років навчання; менше 4,50 — після 3 років навчання і менше 4,80 — після 4 років навчання або більше . |

Зокрема, згідно ст. 6 Положення студент відраховується, якщо:
- має загальний середній бал менше 3,50 за навчальний рік;
- має загальний середній бал з усіх предметів, розрахований з початку курсу, нижче 4,00 після — двох років навчання; менше 4,50 — після 3 років навчання і менше 4,80 — після 4 років навчання або більше [5].

## Літерна шкала
Літерна шкала оцінок використовується у закладах вищої освіти В'єтнаму з 2007 р. на основі Положення про формальне навчання в університетах та коледжах за кредитною системою, затвердженого Рішенням Міністерства освіти та навчання № 43/2007/QD- BGDDT від 15 серпня 2007 року. 
Оскільки основною шкалою оцінок у в'єтнамській вищій школі є 10-бальна шкала, то літерна шкала застосовується лише під час виставлення загальної оцінки з навчальної дисципліни (стаття 22 Положення). Переведення 10-бальної оцінки у літерну відбувається наступним чином:
| Рівень успішності | Рівень успішності | Середній бал за 10-бальної шкалою | Літера |
| ----------------- | ----------------- | --------------------------------- | ------ |
| Прохідний         | Відмінний         | 8-5 - 10                          | A      |
| Прохідний         | Добрий            | 7,0 - 8,4                         | B      |
| Прохідний         | Середній          | 5,5 - 6,9                         | C      |
| Прохідний         | Слабкий середній  | 4,0 - 5,4                         | D      |
| Незадовільний     | Поганий (низький) | нижче 4,0                         | F      |

Для дисциплін, які не мають достатньої бази для обчислення середнього балу за семестр, при призначенні рівнів оцінювання також використовуються наступні символи: I — Недостатньо оціночних даних, X — Результати іспитів ще не отримано.

## 4-бальна шкала
У вищій школі В'єтнаму застосовується також 4-бальна шкала оцінювання. Зокрема, для визначення середнього бала за семестр або весь період навчання.
Згідно ст. 23 Положення про формальне навчання в університетах та коледжах за кредитною системою від 15 серпня 2007 року, для визначення середнього бала за семестр, літерну оцінку з кожної дисципліни необхідно перетворити на бал за 4-бальною шкалою (від 0 до 4, з одним знаком після коми) і розрахувати за спеціальною формулою .
| Літерна шкала |            | 4-бальна система |
| A             | відповідає | 4                |
| B             | відповідає | 3                |
| C             | відповідає | 2                |
| D             | відповідає | 1                |
| F             | відповідає | 0                |

Визначення сукупного середнього бала за весь період навчання у закладі вищої освіти здійснюється за 4-бальною системою  і визначає ранг випускника, що враховується кадровими агенціями В'єтнаму.
| Ранг випускника | Сукупний бал за весь період навчання |
| --------------- | ------------------------------------ |
| Вищий           | від 3,60 до 4,00                     |
| Відмінний       | від 3,20 до 3,59                     |
| "Добрий"        | від 2,50 до 3,19                     |
| Середній        | від 2,00 до 2,49                     |